# Kościół św. Urszuli w Ruchocicach
Kościół świętej Urszuli w Ruchocicach – rzymskokatolicki kościół parafialny należący do parafii pod tym samym wezwaniem (dekanat grodziski archidiecezji poznańskiej).
Jest to świątynia wzniesiona w latach 1730 – 1737. Ufundowana została przez Kazimierza Kierskiego, kasztelana kamieńskiego i Samuela Tysiewicza. W XIX wieku została odrestaurowana. Podczas II wojny światowej urządzono w niej magazyn odzieży. W latach 70 i 80 XX wieku była odnawiana.
Budowla jest drewniana, jednonawowa, posiada konstrukcję zrębową. Świątynia jest orientowana, Wybudowano ją na podmurówce ceglanej. Prezbiterium jest mniejsze w stosunku do nawy, zamknięte jest trójbocznie, z boku znajduje się zakrystia. Od frontu nawy jest umieszczona kruchta. Świątynię nakrywa dach dwukalenicowy, pokryty gontem, na którym znajduje się mała wieżyczka na sygnaturkę. Zwieńcza ją blaszany dach hełmowy, krzyż i chorągiewka z inicjałami fundatorów oraz z datą „1730”. Wnętrze jest nakryte płaskim stropem z fasetą. Posadzka została wykonana z kamienia. Chór muzyczny jest podparty dwoma drewnianymi kolumnami i posiada prostokątną wystawkę w części centralnej. Małe organy w stylu rokokowym zostały wykonane w 2 połowie XVIII wieku. Ołtarz główny i dwa ołtarze boczne w stylu późnobarokowym pochodzą z około 1737 roku. Chrzcielnica jest ozdobiona niemieckimi napisami. Stacje Drogi Krzyżowej zostały wykonane w 1986 roku z drewna brzozowego.